# بخش بل پری‌ری، شهرستان موریسون، مینه سوتا
بخش بل پری‌ری (به انگلیسی: Belle Prairie Township) یک منطقهٔ مسکونی در ایالات متحده آمریکا است که در شهرستان موریسون، مینه‌سوتا واقع شده‌است.
 بخش بل پری‌ری ۱۱۷٫۹ کیلومتر مربع مساحت و ۱٬۶۴۷ نفر جمعیت دارد و ۳۵۴ متر بالاتر از سطح دریا واقع شده‌است.